# Лангенбернсдорф
Лангенбернсдорф (нем. Langenbernsdorf) — община в Германии, в земле Саксония. Подчиняется административному округу Кемниц. Входит в состав района Цвиккау.  Население составляет 3813 человек (на 31 декабря 2010 года). Занимает площадь 36,37 км².
Коммуна подразделяется на 3 сельских округа.